# Церковь Сергия с Залужья
Церковь Сергия с Залужья (Храм преподобного Сергия Радонежского с Залужья) — православный храм в Пскове. Датируется концом XVI века, памятник истории и культуры федерального значения. Находится в Окольном городе.

## Описание
Церковь сооружена из известняковой плиты, обмазана и побелена. Основной объём кубический, покрыт восьмискатною кровлей. Внутри своды опираются на четыре столпа.
Барабан украшен двумя поясами «бегунца» и одним «поребрика» между ними, а также поясом из изразцов. Стены четверика церкви имеют обычные трёхчастные деления. На северной стене поставлена двухпролётная звонница. С восточной стороны три низкие апсиды.

## История
- Название церковь получила по месту, неподалёку от которого была построена, — оно называлось «лужищем» (болотом).
- Построена между 1582 и 1589 годов в связи с переносом Сергиевского монастыря из посада под защиту городских стен при приближении войск Стефана Батория. Вокруг церкви было небольшое монастырское кладбище.
- Монастырь просуществовал по 1710 год, когда был упразднён и стал подворьем Любятовского Николаевского монастыря.
- В 1786 году пристроен с юга придел Святого Никандра Псковского Чудотворца, на средства купца Ивана Яковлевича Постникова, по благословению архиепископа Псковского и Рижского Иннокентия (Нечаева), данному 20 февраля 1785 года.
- В 1808 году церковь предназначалась к сносу как совершенно ветхая, однако Святейший Синод снос не разрешил.

- В начале XX века церковь передана Сергиевскому реальному училищу, 24 мая 1909 года для учеников училища состоялось первое богослужение в церкви.
- В июне 1920 года отделом управления Псковского уездно-городского исполкома составлен акт о передаче церкви религиозному обществу. От лица верующих акт подписал свящ. Константин Знаменский (в 1937 году он был арестован и 2 января 1938 года расстрелян).
- 23 декабря 1936 года Псковский горисполком принял решение о закрытии храма.
- В годы Великой Отечественной войны церковь сильно пострадала от попадания авиабомбы: была разрушена алтарная часть, огнём уничтожена крыша, повреждена изразцовая черепица маковки. В 1944 году во время боёв за освобождение города утрачена глава[1].
- В августе 1945 года рухнула часть храма со звонницей[2]. В 1948 году храм был обмерен студентами Московского архитектурного института.
- Постановлением Совета Министров РСФСР № 1327 от 30 августа 1960 г. взят под государственную охрану, как памятник республиканского значения.
- В начале 1970-х годов проводились исследования здания (под руководством Н. С. Рахманиной), во время которых был найден в тайнике каменной кладки деревянный ящик со свёрнутыми в трубку 56 старинными рукописями XVI—XVII веков (переданы в древлехранилище Псковского музея).
- Восстановительно-консервационные работы, проводившиеся в 1974—1978 годах (по проекту арх. Н. С. Рахманиной), остались незавершёнными[3].
- В октябре 2009 года была основана религиозная группа «Община православной церкви Сергия с Залужья»; об этом ею было уведомлено Епархиальное управление. Псковская епархия приняла храм через два года; настоятелем был назначен священник Михаил (Федоров)[4].

## Реставрация храма. 2015 год
- Вопрос бедственного положения храма в 2011—2013 годах поднимался в письмах, обращённых к губернатору Андрею Турчаку, написанных членами общественной организации храма Н. Б. Скобельцыной[5] и Г. Н. Кивимяги[6].
- 26 декабря 2011 г. вышло распоряжение Правительства Российской Федерации (за № 2364 -р) «Об утверждении плана основных мероприятий по подготовке и проведению празднования 700-летия со дня рождения преподобного Сергия Радонежского». Храм был включён в эту программу. Предполагалось выделение 50 млн руб. из 6,5 млрд руб. государственных средств, направленных на празднование.
- 14 марта 2013 года Андрей Турчак и министр культуры Владимир Мединский обсудили финансирование из федерального бюджета реставрационных работ[7]. 30 декабря 2013 г. Псков посетил министр культуры В. Р. Мединский. В программу визита областные власти включили и церковь Сергия.
- 24 апреля 2014 года Территориальным управлением Росимущества принято решение № 1/14 о передаче в безвозмездное пользование местной религиозной организации православному Приходу храма преподобного Сергия Радонежского с Залужья города Пскова Псковской епархии Русской Православной Церкви[8].
- Государственный контракт Министерства культуры Российской Федерации в рамках федеральной целевой программы «Культура России» на объекте культурного наследия федерального значения заключён с ООО «Баст» (С.-Петербург)[9].
- В январе 2015 года начались реставрационные работы по проекту псковского архитектора В. Никитина (одобрен в июле 2014 г. на заседании Научно-методического и экспертного совета при Государственном комитете Псковской области по охране объектов культурного наследия)[10].
- 25 августа митрополит Евсевий освятил кресты[11].
- Первая служба состоялась вечером 7 октября, а на следующий день, 8 октября — водосвятный молебен с крестным ходом вокруг храма.
- Воссозданы: кровля четверика на восемь скатов, историческое покрытие главы — керамический лемех, двухпролётная звонница, придел преподобного Никандра Пустынножителя.

- Реставрация храма. Август 2015 г.
- Реставрация. Сентябрь 2015 г.
- Сентябрь 2016